# Pilotska kabina
Pilotska kabina je dio zrakoplova predviđen za smještaj pilota, kopilota, komandi leta i instrumenata. 
Svojim konstruktivnim rješenjima mora zadovoljiti niz zahtjeva koji će omogućiti njezinu udobnu, laku i jednostavnu uporabu. Osnovni zahtjevi koji se postavljaju pri konstrukciji su:
- kabina mora biti racionalno izvedena, što znači da mora omogućiti minimalnu udobnost
- mora omogućiti lak ulazak u kabinu, kao i brzo napuštanje u slučaju potrebe
- mora omogućiti dobru vidljivost
- raspored komandi i instrumenata mora omogućavati njihovu laku uporabu i opsluživanje u eksploataciji.
- mora imati mogućnost reguliranja položaja sjedišta ...

## Pilotska kabina jedrilice
U težnji da poprečni presjek bude što manji, kabine suvremenih jedrilica ne mogu potpuno zadovoljiti gore navedene zahtjeve, ali se teži da oni budu zadovoljeni bar minimalno.

### Sjedište, naslon i sigurnosni pojas
Sjedište i naslon svojim oblikom moraju omogućiti udoban smještaj pilota u kabini. Konstruktivno se izvode iz drveta i ljepenke, lima ili armirane plastike. Sjedišta su obično tapecirana i podložena spužvastom gumom kako bi se pilot tijekom leta što manje zamarao. Naslon se može izraditi i iz platna, a ako je izrađen iz drveta ili lima, potrebno je da ima takav oblik da se u njega lako smješta leđni padobran.
Sigurnosni pojas služi za vezanje pilota i njegovo osiguranje od ispadanja iz jedrilice u raznim položajima leta ili evolucijama. Postoje dvije grupe veza: pojasne i grudne. Učvršćuju se za strukturu trupa okovima, i to pojasni ispod sjedišta, a grudni iza leđa pilota.

### Poklopac kabine
Poklopac kabine izrađen je od prozirnog stakla (pleksi – staklo), a svojim oblikom upotpunjuje bočnu konturu jedrilice i omogućava pilotu dobru vidljivost. Oblik poklopca kabine zadan je bočnom projekcijom jedrilice, a način otvaranja ovisi o njenoj konstrukciji.

### Ploča s instrumentima
Pravilno upravljanje jedrilicom, kao i sigurnost leta, u mnogome zavise od toga da li se pilot brzo i pravilno može služiti podacima koje mu daju instrumenti. Ovo naročito važi u slučaju leta bez vanjske vidljivosti kada instrumenti u potpunosti zamjenjuju pilotska čula. Stoga je neophodno da ploča s instrumentima bude pregledna, kao i da raspored instrumenata na njoj bude takav da pilot uz minimalne napore i koncentraciju može vršiti efikasnu kontrolu njihovog pokazivanja. Pilot je često primoran u jednom trenutku uočavati pokazivanje više instrumenata, nemajući pri tome mogućnost dužeg zadržavanja pogleda na svakom od njih. Iskustvo je pokazalo da je najlakše kontrolirati više instrumenata odjednom ako su oni ugrađeni tako da pri uobičajenom režimu leta položaj njihovih kazaljki bude horizontalan ili vertikalan. Najčešće se instrumenti ugrađuju tako da im položaj kazaljki u jednom redu bude horizontalan, a u drugom vertikalan. Pri takvoj ugradnji instrumenata pilotu je lako letimičnim pogledom na čitavu ploču provjeriti ispravnost režima leta. Odstupanje kazaljke bilo kog instrumenta od normalnog položaja lako se uočava. Pilot tada može odvojiti trenutak-dva radi točnog očitavanja date vrijednosti, a zatim odgovarajućim manevrom izvršiti potrebnu korekciju režima leta.
Primarnoj grupi instrumenata pripadaju instrumenti koji definiraju brzine kretanja jedrilice. Ova se grupa nalazi u gornjem redu instrument-ploče. Brzinomjer se nalazi lijevo, pokazivač skretanja u sredini, a variometar desno. Sekundarnoj grupi pripadaju instrumenti koji definiraju položaj jedrilice u odnosu na njezine osi i zemlju. Tu spadaju umjetni horizont, visinomjer i kompas. Na ploči s instrumentima svoje mjesto još moraju naći pokazivač klizanja i mjerač ubrzanja.
Osim letačko-navigacijskih instrumenata u kabini ili na ploči s instrumentima treba predvidjeti mjesta za ugradnju instrumenata instalacije za kisik, radio – uređaje, kontrolnih svjetala stajnog trapa i prekidača pojedinih uređaja.

## Pilotska kabina aviona
Moderna pilotska kabina potpuno je zatvorena i pod pritiskom, osim na nekim manjim zrakoplovima. Na putničkim avionima fizički je odvojena od ostalog dijela. Vrata su nakon terorističkog napada 11. rujna 2001. godine i dodatno osigurana.
U pilotskoj kabini smješteni su instrumenti koji omogućuju pilotu upravljanje avionom, praćenje rada njegovih sklopova i motora. Osnovni instrumenti leta i komande leta su udvostručeni. Pilot upravlja zrakoplovom iz sjedišta s lijeve a kopilot s desne strane. U većim zrakoplovima unutar kabine nalazi se i inženjer leta. U novijim avionima klasični volan zamijenile su upravljačke palice (eng. joystick). 

### EFIS sustav
EFIS sustav (eng. Electronic Flight Instrument System) je vrsta elektronskih zaslona ugrađenih na pilotsku ploču. Zaslonima upravlja računalo a prikazuju informacije o letu, radu sustava i motora. EFIS sustav je puno lakši za praćenje i razumijevanje od klasičnih instrumenata ugrađenih u starijim avionima. Može prikazivati podatke po odabiru pilota (ili kopilota). Pojednostavio je pretrpanu pilotsku ploču i omogućio pilotu praćenje samo najvažnijih pokazatelja za određeni dio leta. Nakon uvođenja EFIS sustava treći član posade, inženjer leta, više nije potreban.
Glavni zaslon EFIS sustava, zaslon leta, prikazuje informacije o položaju i letu aviona kao što su njegova horizontalana i vertikalna pozicija, vrijeme i brzina leta. Ostali zasloni prikazuju stanje sustava i rada motora. To su indikatori motora (pritisci, temperature, količine ulja, hidroulja, goriva ...) i sustav upozoravanja. 